# Rio Volta Branco
O Volta Branco, também conhecido como o rio Nakambe, é a nascente do rio Volta na África Ocidental. Origina-se no Burquina Fasso e flui para o Lago Volta em Gana. Os seus principais afluentes são o rio Volta Negro e o rio Volta Vermelho.